# Josef Václav Myslbek
Josef Václav Myslbek (20 iunie 1848 – 2 iunie 1922) a fost un sculptor și medalist ceh, considerat întemeietorul stilului modern de sculptură din Cehia.

## Viața
Josef a crescut într-o familie săracă dintr-o suburbie a Pragăi. Familia lui l-a împins să devină cizmar, dar el a scăpat de această obligație, obținând un loc de muncă la mai mulți sculptori cehi. Nu exista la acea vreme nici un program școlar pentru sculptură așa că el a studiat pictura la Academia de Arte Frumoase din Praga. După aceea și-a deschis propriul atelier de sculptură. A fost inspirat puternic de stilul de sculptură francez, precum și de alte arte ca fotografia și literatura. Josef Václav Myslbek a influențat o întreagă generație de sculptori cehi, iar printre elevii săi s-au aflat Stanislav Sucharda, Jan Štursa și Bohumil Kafka. Myslbek este înmormântat în Cimitirul Național din Praga.

## Lucrări

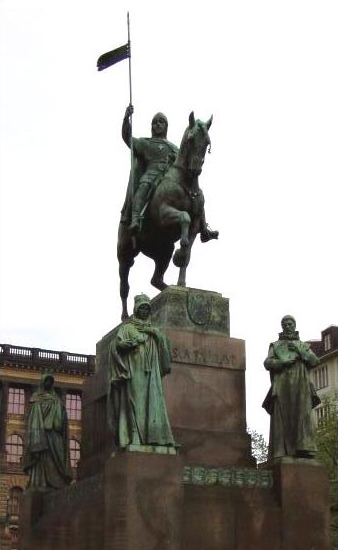
Statuia Sfântului Venceslau în Piața Venceslau (Praga)

Cea mai celebră sculptură realizată de Myslbek este Statuia Sfântului Venceslau, care află în centrul Pieței Venceslau. A muncit douăzeci de ani la realizarea completă a statuii care a devenit una din cele mai cunoscute repere ale orașului Praga și un simbol al statului ceh.
În 1871 Myslbek a realizat unele dintre cele mai mari opere ale sale, inclusiv un set de statui pentru Teatrul Național din Praga. Mai târziu, el ar sculptat busturile și monumentele mai multor personalități cehe precum Bedřich Smetana și František Palacký.
Cele patru perechi de statui pentru Podul Palacký au fost mutate la Vyšehrad:
- Libuše și Přemysl, ce-i reprezintă pe Přemysl Plugarul și pe Libuše
- Lumír și Píseň  ce-i reprezintă pe Lumír (un bard legendar) și pe Píseň („cântec”)
- Záboj și Slavoj, frații eroi din Rukopis královédvorský
- Ctirad și Šárka, personaje din Războiul fecioarelor, o poveste boemă tradițională